# Франко Вентурі
Фра́нко Венту́рі (італ. Franco Venturi; 16 травня 1914 — 14 грудня 1994) — італійський історик. Член-кореспондент Національної академії Деї Лінчеї в Римі. 
Народився в м. Рим. 1947–50 — аташе з питань культури в італійському посольстві в СРСР, одночасно займався історичними студіями. У подальшому — професор університетів Італії та зарубіжжя, досліджував Просвітництва добу, минуле й сучасне Східної Європи. В його монографіях «Російське народництво» (Турин, 1952, т. 1–2; 1972, т. 1–3), «Рух декабристів і брати Поджіо» (Турин, 1956) визначено нові концептуальні підходи у висвітленні західною історіографією визвольних змагань та суспільно-політичних вчень у Російській імперії й Україні зокрема. Активно обстоював дослідницький принцип «персоналізації» історії, керуючись яким створив працю про «особу справді інтересну» — Ф.Прокоповича, опубл. 1953 в м. Кальярі (о-в Сардинія, Італія). Тривалий час очолював ж. «Італійський історичний огляд», на сторінках якого вміщував матеріали про діяльність П.Пестеля, С.Кравчинського (Степняка). Праці Ветурі видавалися в перекладі у Великій Британії, Іспанії, Росії, США, Франції, Японії. Вивченню спадщини вченого (понад 500 книг і статей) присвячено спецвипуск «Італійського історичного огляду» (1996, № 2–3), зб. праць міжнародної студійної конференції «Сміливість думки: Франко Вентурі — інтелектуал й історик-міжнародник» (Турин, 1998).
Помер у м. Турин (Італія)